# Automolis paulis
Automolis paulis là một loài bướm đêm thuộc phân họ Arctiinae, họ Erebidae.